# ヴァハン・テリアン
ヴァハン（ヴァアン）・テリアン（アルメニア語: Վահան Տերյան, ロシア語: Ваан Терьян、1885年2月9日 - 1920年1月7日）、本名ヴァハン・テル＝グリゴリアン（Վահան Տեր- Գրիգորյան, Ваан Сукиасович Тер-Григорян〈ヴァアン・スキアソヴィチ・テル＝グリゴリャン〉）は、アルメニア人の詩人、翻訳家。

## 生涯
1885年2月9日（ユリウス暦1月28日）、ロシア帝国チフリス県ガンジャ (ka) で、アルメニア人の聖職者の家庭に生まれた。地元の学校からチフリスのギムナジウムを経て、1899年8月にモスクワのラザレフ東方言語学院へ入学した。在学中から、友人たちと手書きの新聞を発行し、テリアンはその論説と詩のコーナーを担当していた（同級生にはアレクサンドル・ミャスニコフ、ツォラク・ハンザジャン (hy)、ポゴス・マキンツャンらがいた）。そしてこの頃から、詩人のアヴェティク・イサハキアンとも親交を持つようになった。同時期の1905年にロシア第一革命を目の当たりにしたことにより、テリアンは労働運動や社会民主主義への共感を強くしていった。
1906年5月にラザレフ学院を卒業すると、しばらくの間公証人役場に勤めたがほどなく退職し、同年8月にモスクワ大学歴史・文献学部 (ru) ロシア語・ロシア文学科へ入学した。この間にも詩作を重ね、1908年夏にチフリスで最初の詩集『黄昏の夢』(hy) が出版されるや、テリアンの名は瞬く間に知れ渡った。1910年には、大学での研究の傍ら文芸・芸術年鑑『春』«Գարուն» を編集・発行し、同時期にはオスカー・ワイルドの戯曲『サロメ』の翻訳も行った。翌1911年2月、テリアンはモスクワでスサンナ・パハロヴァ (Сусанна Пахалова) と結婚した。1912年には、アルトゥル・シュニッツラーの小説『ベルタ・ガルラン夫人』や、ヴァレリー・ブリューソフのいくつかの詩を翻訳し、テリアンの詩集はモスクワでも出版されるようになった。だが、この頃のテリアンは金銭的には困窮した。革命運動への関与によってブトゥイルキ監獄への勾留も経験した。
1913年10月、テリアンはモスクワ大学からサンクトペテルブルク大学東方言語学部 (ru) へ移り、ニコライ・マルに師事した。テリアンは詩作や翻訳、文芸誌の編集を続けたが、1917年に結核の診断を受け、療養のためスフミのサナトリウムへ入った。この年と前年には妻が女児を出産したが、いずれも死産か夭逝であった。
十月革命がペトログラードで勃発すると、テリアンはボリシェヴィキのステパン・シャウミャンから、新たなソビエト・ロシア政府でのポスト就任を打診された。そして1917年12月、テリアンはヴァルラーム・アヴァネソフの副官として、民族問題人民委員部アルメニア人部門の委員に就任した。同年にはボリシェヴィキに入党し、ウラジーミル・レーニンの要請に基づいて「トルコ領アルメニアについて」の布告草案を作成した。翌1918年のブレスト＝リトフスク条約締結交渉においても、テリアンはロシア側顧問として交渉に参加している。6月には、アヴァネソフとともにアルメニア人向けのロシア政府機関紙の発行を開始した。また、アルメニア人虐殺を逃れた避難民を援助するため、医療チームを引き連れて北カフカースやヴォルガ地域へ赴いたりもした。第3回 (ru)・第4回 (ru) の全ロシア・ソビエト大会にも出席者として選ばれている。
同年秋からテリアンの結核は悪化し、モスクワのサナトリウムへと入ったが、アルメニア第一共和国のダシュナク党政府から派遣された医師による治療は拒否した。この時期、テリアンは人民委員部の部下であったアナヒト・シャヒンジャニアン (Անահիտ Շահինջանյան) との間に女児を儲けている。1919年には全ロシア中央執行委員会メンバーとしてトルクメニスタンへの派遣が予定されていたが、病状の悪化により秋には療養のためサマーラへ、次いでオレンブルクへと移り、このオレンブルクへの列車内で最後の詩を書いた。そして、テリアンはそのまま回復することなく、1920年1月7日にオレンブルクで死去した。
遺体はオレンブルクの墓地に葬られたが、正確な墓所はいつしか分からなくなり、1964年に娘の手によって、墓地の土のみがエレヴァンのコミタス・パンテオンへ改葬された。

## 作風
テリアンの詩は抽象的かつ感覚的であり、その頭韻法や擬音語を駆使したスタイルは西洋文学にはあまり見られない特徴を持っている。韻律やリフレインが多用されるため、他言語への翻訳には困難が伴う。テリアンはトリオレ、ソネット、ガザル、テルツァ・リーマなど様々な詩形をアルメニア語詩へ持ち込んだ第一人者であるが、死後に社会主義リアリズムの時代が始まると、その抽象詩は退廃的であるとして当局からの批判にも晒された。

## 遺産
- ギャンジャの生家は「ヴァハン・テリアン博物館」(hy) となっている[10]。
- テリアンの記念碑は、エレヴァンのケントロン地区（アルメニア語版） (hy)[11]、チナル公園 (hy)[12]、ティグラン・メッツ通り (hy)[13]に存在する。

## インターウィキリンク
- ウィキメディア・コモンズには、ヴァハン・テリアンに関するカテゴリがあります。
- アルメニア語版ウィキソースに本記事に関連した原文があります：Հեղինակ:Վահան Տերյան
- アルメニア語版ウィキクォートに本記事に関連した引用句集があります：Վահան Տերյան